# Língua ofaié
A língua ofaié é o idioma falado no estado brasileiro de Mato Grosso do Sul (Brasil) pela sociedade indígena Ofaié.
Os apontamentos linguísticos mais antigos que se tem notícia dos Ofaiés foram recolhidos pelo filósofo tcheco Albert Vojtech von Fric que manteve contato em 1901 com um grupo as margens do rio Verde, afluente do rio Paraná (no atual município de Brasilândia). Porém, ele afirma não conseguir recolher as informações detalhadas que pretendia, devido ao fato de não compreender a chamada língua geral. O diálogo com os indígenas era realizado por intermédio do intérprete que o acompanhava, impossibilitando um aprofundamento maior sobre a língua dessa região.
Conforme Albert Vojtech, foi baseado nessas informações, fragmentárias, que Chestmir Loukotka, fez a comparação linguística entre as tribos Oti, Akwen, Tupi-Guarani, Kukura e Ofaié, que lhe rendeu a polêmica e discordância de Curt Nimuendajú através do artigo A propos des indiens Kukura du Rio Verde (Brésil), publicado em Paris, em 1932. Os textos de Chestmir Loukotka (em francês) e de Curt Nimuendajú (em alemão), sobre os indígenas Kukura encontram-se traduzidos para o português e publicados por Flávia Paula Carvalho (1991).
Em relação aos indígenas encontrados nas margens do rio Verde pelo explorador Fric e apresentado por Loukotka como sendo indígenas Kukura, o etnólogo Nimuendajú refuta categoricamente a afirmação sobre a descoberta de um novo grupo indígena até então desconhecido. Para ele não se tratava de uma nova língua isolada como propunha Loukotka; os indígenas que ali se encontravam nada mais eram do que um bando de Ofaié. Eu conheço a nação indígena mencionada por Fric, escreve Nimuendajú, pois estive entre eles por duas vezes (em 1909 e 1913), e posso afirmar que de maneira alguma se trata de uma nova nação indígena, mas sim, dos Ofaié, denominados erroneamente de Xavantes.
O etnólogo atribui o equívoco de Loukotka a duas possibilidades: A primeira, a de poder ter havido duas nações diferentes vivendo na foz do rio Verde, uma delas seria os Ofaié e a outra, os Kukura. Essa última tribo deve ter sido exterminada no espaço de oito anos, entre as visitas de Fric (1901) e Nimuendajú (1909 e 1913). Porém, essa possibilidade contradiz as informações dos brasileiros e dos próprios Ofaié, lembra Nimuendajú, porque um mesmo território, pequeno por sinal, não poderia abrigar duas nações distintas.
A segunda possibilidade é a que parece mais provável. Seria a de que o intérprete de Fric teria sido um Kainguá (do Paraguai?, questiona-se Nimuendajú), o qual simplesmente mentiu ao viajante tcheco dizendo que conhecia a língua Xavante, conseguindo, diante dos indígenas do rio Verde, tão-somente articular um mau guarani, e fantasiar a grande maioria dos vocábulos coletados. Isso não era a primeira vez que acontecia —essa invenção praticada por intérpretes. A esse respeito Nimuendajú cita um caso semelhante ocorrido em relação aos Kaingang, de São Paulo e em relação aos Mura, do rio Madeira.
Lingüisticamente, na classificação do Prof. Aryon Dall’Igna Rodrigues, os Ofaié são considerados como sem-família, dentro do tronco Macro-Jê. Estes primitivos habitantes do Brasil meridional, para utilizar uma expressão de Hermann von Ihering, na opinião de Nimuendajú, poderiam ter alguma relação linguística com os indígenas do Chaco. Sobre essa hipótese aventada pelo etnólogo alemão discorreremos adiante no capítulo 4º dessa pesquisa (Os Ofaié do rio Negro e Taboco). Segundo Loukotka, em opinião partilhada também por Nimuendajú (1932), os Ofaié pertencem a um grupo isolado, com intrusões de Jê.
Sobre a classificação da língua indígena Ofaié podemos conferir ainda mais três trabalhos: o de Wanda Hanke e sua lista de vocábulos; o de Hermann von Ihering, onde ele reproduz a comparação linguística coligida por Nimuendajú sobre os Chavantes de Campos Novos (Oti) e os Chavantes Opaié, e também o próprio trabalho de Nimuendajú, que apresenta mais de 300 itens de um vocabulário dos Opayé Chavante. Foi, sem dúvida, o vocabulário coligido por Nimuendajú na região do rio Ivinhema, Vacaria e barra do rio Verde, que forneceu os elementos necessários ao estudo que possibilitou uma classificação por assim dizer definitiva da língua deste grupo.
Segundo Loukotka, os Ofaié apresentavam ainda na região do rio Vacaria, um dialeto, confirmado também por Nimuendajú, denominado Guachi. O Senhor Kurt Unckel (Nimuendajú), escreve Ihering, é da opinião que pela sua língua, os Chavantes mostram algumas relações com os indígenas do Chaco. O polêmico diretor do Museu Paulista, na época, recomendava aos especialistas competentes de examinarem este parentesco, do qual, entretanto, ele não estava convencido. Sobre essa questão, já informamos, aprofundaremos adiante.
A entidade religiosa Summer Institute of Linguistics (SIL), em 1958, sob o patrocínio do Museu Nacional do Rio de Janeiro realizou um trabalho de análise fonêmica e morfológica junto a um grupo que vivia na Fazenda Primavera, de propriedade de Antônio Moura Andrade, na margem direita do rio Paraná (atual município de Bataiporã). Tal estudo realizado por Sarah C. Gudschinsky (1971 e 1974), pode-se dizer, confirmou a classificação da língua Ofaié colocando-a no seu devido lugar dentro da família Jê (GUDSCHINSKY, 1974, p. 179).
Rapidamente pode-se dizer que o tronco Macro-Jê em quase sua totalidade abrange um grande número de famílias, além da família Jê. Essa família, entretanto, é a mais numerosa e apresenta características comuns à língua falada por povos que habitam sobretudo, os campos e cerrados. Estende-se desde o sul do Maranhão e do Pará em direção ao sul, pelos estados de Goiás e Mato Grosso, até os campos meridionais dos estados de São Paulo, Paraná, Santa Catarina e Rio Grande do Sul. A família Jê contrasta com a família Tupi-guarani que compreende línguas faladas em áreas de florestas tropical e subtropical.
Trata-se o Ofaié, escreveu Nimuendajú (1914), uma língua difícil de entender corretamente, e mais ainda de falar. Em sua obra As lendas da criação e destruição do mundo como fundamentos da religião dos Apapocuva-guarani, o etnólogo alemão reconhece que apesar do pouco conhecimento para entender os mitos Ofaié quando contados, graças ao contato muito íntimo que manteve com o grupo do Ivinhema, ele conseguiu após algum tempo captar algo, recolhendo diversos mitos e lendas que lhes foi narrado. Manifestações diga-se muito semelhantes às recolhidas por Darcy Ribeiro, que ouviu de indígenas Ofaié que viviam na região do rio Samambaia.
Estudos mais recentes sobre a língua desse povo podem ser encontrados em trabalhos realizados por Meiremárcia Guedes (1990), Marlene Carolina de Souza (1991), Lúcia Helena Tozzi da Silva (2002) e Maria das Dores de Oliveira (2004), cuja pesquisa ainda se encontra em curso.